# Diocesi di Lirbe
La diocesi di Lirbe (in latino Dioecesis Lyrbitana) è una sede soppressa del patriarcato di Costantinopoli e una sede titolare della Chiesa cattolica.

## Storia
Lirbe, identificabile con Asarkale nell'odierna Turchia, è un'antica sede episcopale della provincia romana della Panfilia Prima nella diocesi civile di Asia. Faceva parte del patriarcato di Costantinopoli ed era suffraganea dell'arcidiocesi di Side.
La diocesi è documentata nelle Notitiae Episcopatuum del patriarcato di Costantinopoli fino al XII secolo. Tuttavia sono solo due i vescovi noti di questa antica diocesi: Gaio, che prese parte al concilio di Costantinopoli del 381; e Tariano, che fu tra i padri del concilio di Efeso del 431. A questi vescovi Le Quien aggiunge anche il vescovo Zeuxios, che partecipò al primo concilio ecumenico celebrato a Nicea nel 325; tuttavia studi più recenti attribuiscono questo vescovo alla diocesi di Verbe.
Dal XIX secolo Lirbe è annoverata tra le sedi vescovili titolari della Chiesa cattolica; la sede è vacante dal 1º dicembre 1965.

## Cronotassi

### Vescovi greci
- Gaio † (menzionato nel 381)
- Tauriano † (menzionato nel 431)

### Vescovi titolari
- John Prendergast † (17 settembre 1875 - ? dimesso) (vescovo eletto)
- Mark Stanislaus Gross † (24 febbraio 1880 - 10 ottobre 1880 dimesso) (vescovo eletto)
- Eugène-Louis Kleiner, M.E.P. † (20 giugno 1890 - 14 settembre 1890 succeduto vescovo di Mysore) (vescovo eletto)
- Antal Papp † (29 aprile 1912 - 1º giugno 1912 succeduto eparca di Mukačevo)  (vescovo eletto)

- Cletus Vincent Pejov, O.F.M.Cap. † (13 dicembre 1912 - 3 novembre 1941 deceduto)
- Willem Pieter Adrian Maria Mutsaerts † (2 maggio 1942 - 18 marzo 1943 succeduto vescovo di 's-Hertogenbosch)
- Michael Gonzi † (14 ottobre 1943 - 17 dicembre 1943 succeduto vescovo di Malta)
- Vittorio D'Alessi † (5 aprile 1944 - 10 ottobre 1945 nominato vescovo di Concordia)
- Arturo Tabera Araoz, C.M.F. † (18 febbraio 1946 - 2 febbraio 1950 nominato vescovo di Barbastro)
- Alexander Mieceslaus Zaleski † (28 marzo 1950 - 1º dicembre 1965 succeduto vescovo di Lansing)